# Hanul Drăgușeni

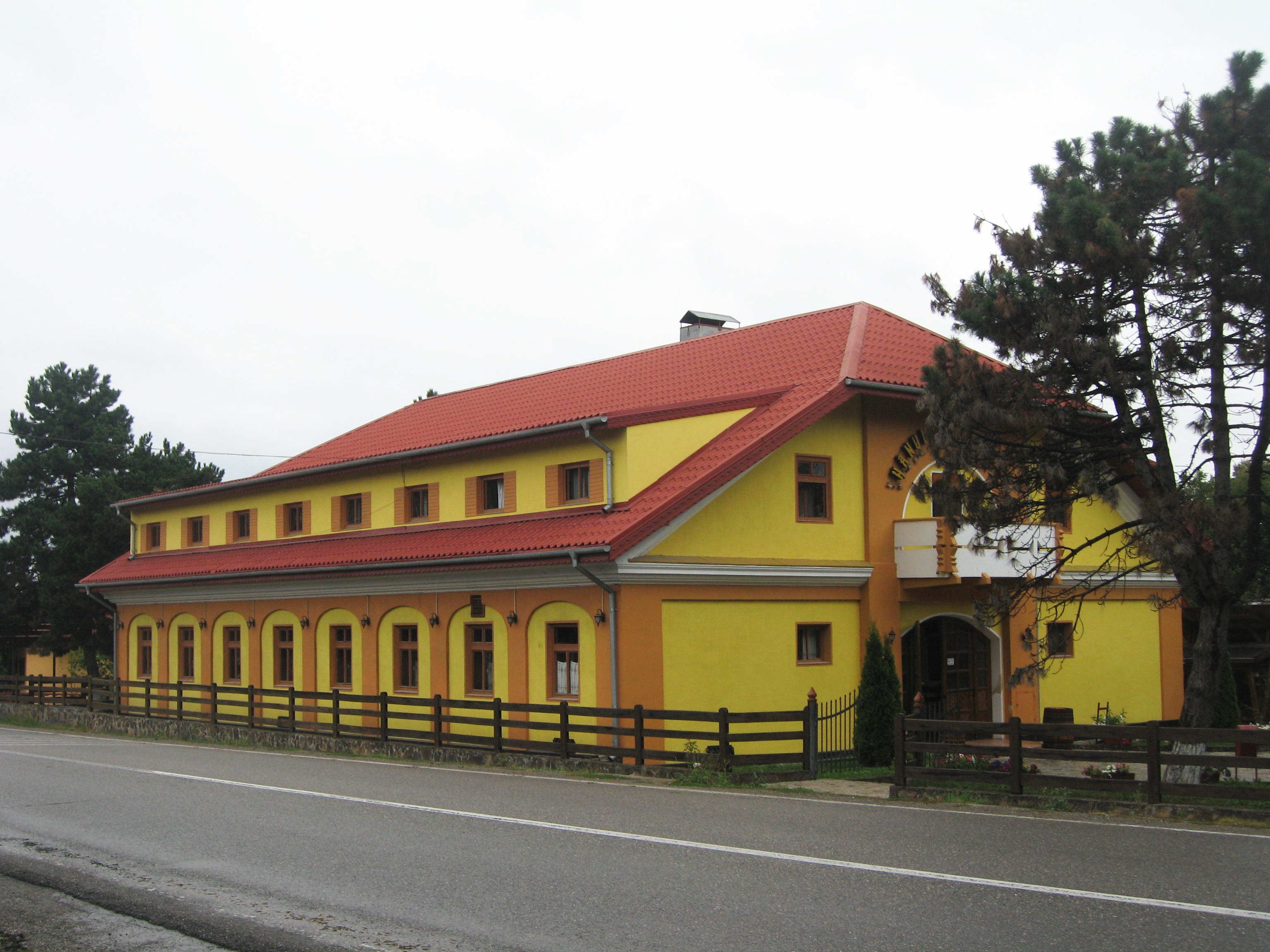
Hanul Drăguşeni.

Hanul Drăgușeni este un han turistic situat de-a lungul unuia din principalele drumuri europene ce străbat România (E85), la o distanță de 25 km sud de municipiul Fălticeni și la 25 km nord-est de Târgu Neamț. Ca localizare, el se află în satul Drăgușeni din județul Suceava.
Hanul Drăgușeni continuă tradiția vechiului Han Callimachi din Draguseni construit la începutul secolului al XIX-lea de-a lungul drumul Siretului ce lega sudul Moldovei de Bucovina (Galați - Tecuci - Mărășești - Bacău - Roman - Fălticeni - Cornu Luncii - Siret).

## Istoric
Prima mențiune a unui han la Drăgușeni are loc într-un document de prin 1783. După cum atestă documentele vremii, beizadeaua Alexandru Callimachi, fiul fostului domnitor Scarlat Callimachi (1812-1819) și al Smarandei Callimachi (născută Sturza), a construit între anii 1832-1841 un han în centrul satului Drăgușeni, plus o serie de acareturi. Au fost folosiți meșteri specializați în construcții (stoleri, lăcătuși și fierari, pietrari și cărămidari).
Acest han era stație de poștalioane și loc de popas și de târg pentru negustorii care străbăteau Moldova. Hanul dispunea de odăi pentru musafiri, camere pentru crâșmari și hangii, magazii, bucătărie, crâșmă și cramă de vinuri. În curtea interioară erau grajduri pentru caii de olac (de schimb), ateliere de reparații ale rotarilor și harabagiilor, cantonul pentru întreținerea și repararea drumului și podurilor, precum și locul de pază al arnăuților.
Marele scriitor român Mihail Sadoveanu (1880-1961) menționează Hanul din Drăgușeni în povestirea "Negustor lipscan" din volumul Hanu-Ancuței (1928). Pe la mijlocul secolului al XIX-lea, pe când aducea  marfă de la Lipsca către Iași, negustorul Dămian Cristișor oprește carele la Drăgușeni, unde este nevoit să-i dea "privighetorului" un baider roșu de lână de India pentru ca acesta să-l lase să meargă mai departe.
După Unirea Principatelor Române, moșia Callimachi și hanul au trecut pe la mai mulți proprietari. În anul 1873 moșia Drăgușeni de circa 4000 de fălci a fost cumpărată de negustorul Nicolae Drossu, trecând după moartea acestuia în proprietatea fiicelor sale: Ortansia, căsătorită cu gen. Dimitrie Racoviță, și Alisa. Deoarece proprietarii moșiei nu locuiau acolo și nu se puteau ocupa de administrarea acesteia, moșia Drăgușeni și hanul au fost arendate de societatea "Dacia-România" cu capital evreiesc. Prin legea agrară din 1921 moșia Drăgușeni a fost expropriată în totalitate, terenul fiind arendat de săteni care au înființat Societatea cooperatistă "Patria". Societatea cooperatistă a fost desființată ulterior, iar hanul a fost achiziționat de către un fost salariat, Haralambie Gafencu, care l-a dat în arendă cooperativei "Solidaritatea". În acei ani se vindeau acolo băuturi alcoolice și produse coloniale.
După cel de-al doilea război mondial și instaurarea regimului comunist, Hanul Drăgușeni a fost naționalizat. Din cauza faptului că statul nu a investit bani în reparația sa, clădirea a fost abandonată și a început să se ruineze. În anul 1963, nemulțumiți de vederea zilnică în centrul satului a unor ruine abandonate, localnicii au cerut autorităților fie să demoleze ruinele, fie să reconstruiască hanul. În articolul “Hanul din Drăgușeni” publicat în ziarul „Zori noi” din 2 septembrie 1967 era prezentată starea în care ajunsese vechiul han: „La intrarea în regiunea Suceava, pe partea dreaptă a drumului european 20, în comuna Drăgușeni - Fălticeni, zac în totală paragină dar neuitate pentru că figurează în niște scripte colbuite de vreme, rămășițele unui han cu un vechi renume. (...) Indiferent dacă i se spunea Hanul lui Ștefăniță Vodă sau Hanul lui Cuza, starea în care se află acest han ne îndeamnă la aduceri aminte. Și nu orice fel de aduceri aminte, ci din acelea din vremurile lui bune și încă dintre cele înmiresmate cu parfum de Cotnari, cu fleici și frigărui unse cu mujdei. Sutele de ani care s-au scurs i-au determinat pe oamenii din comună să ceară în 1963 sau demolarea ruinelor, sau transformarea lor în indiferent ce numai să nu rămînă ca o casă a nimănui, lîngă drumul mare”.
La începutul anilor '70 ai secolului al XX-lea, autoritățile au dispus reconstrucția hanului pe vechiile temelii. Cooperativa de consum Suceava a reconstruit hanul după imaginile de epocă și l-a redeschis ca unitate comercială și de alimentație publică. În anul 2003, Hanul Drăgușeni a fost cumpărat de asociații Doru Costică Macovei și Gheorghe Hristea. Noii proprietari au renovat clădirea, amenajând interiorul după modelul unui interior de epocă.
De mai multe ori, posturile de televiziune au transmis emisiuni de la Hanul Drăgușeni. Postul de televiziune TVR a transmis de acolo cu prilejul sărbătorilor pascale din anul 2010 un spectacol de o oră și jumătate în care s-au depănat snoave și povestiri, s-a cântat muzică populară și s-au dansat dansuri populare. Printre interpreți s-au numărat Sofia Vicoveanca, Margareta Clipa, Mioara Velicu ș.a., dar și Ansamblul de dansuri populare de la Todirești (jud. Vaslui).
În prezent, Hanul Drăgușeni este o pensiune turistică de 3 stele care păstrează atmosfera arhaică de altădată. Pentru drumeți sunt puse la dispoziție două apartamente de lux și opt camere cu câte 2 paturi. Pensiunea dispune de un restaurant cu 150 locuri, un salon intim cu 24 locuri, o sală de conferințe pentru 20 persoane și o cramă cu minim 12 locuri.

## Imagini

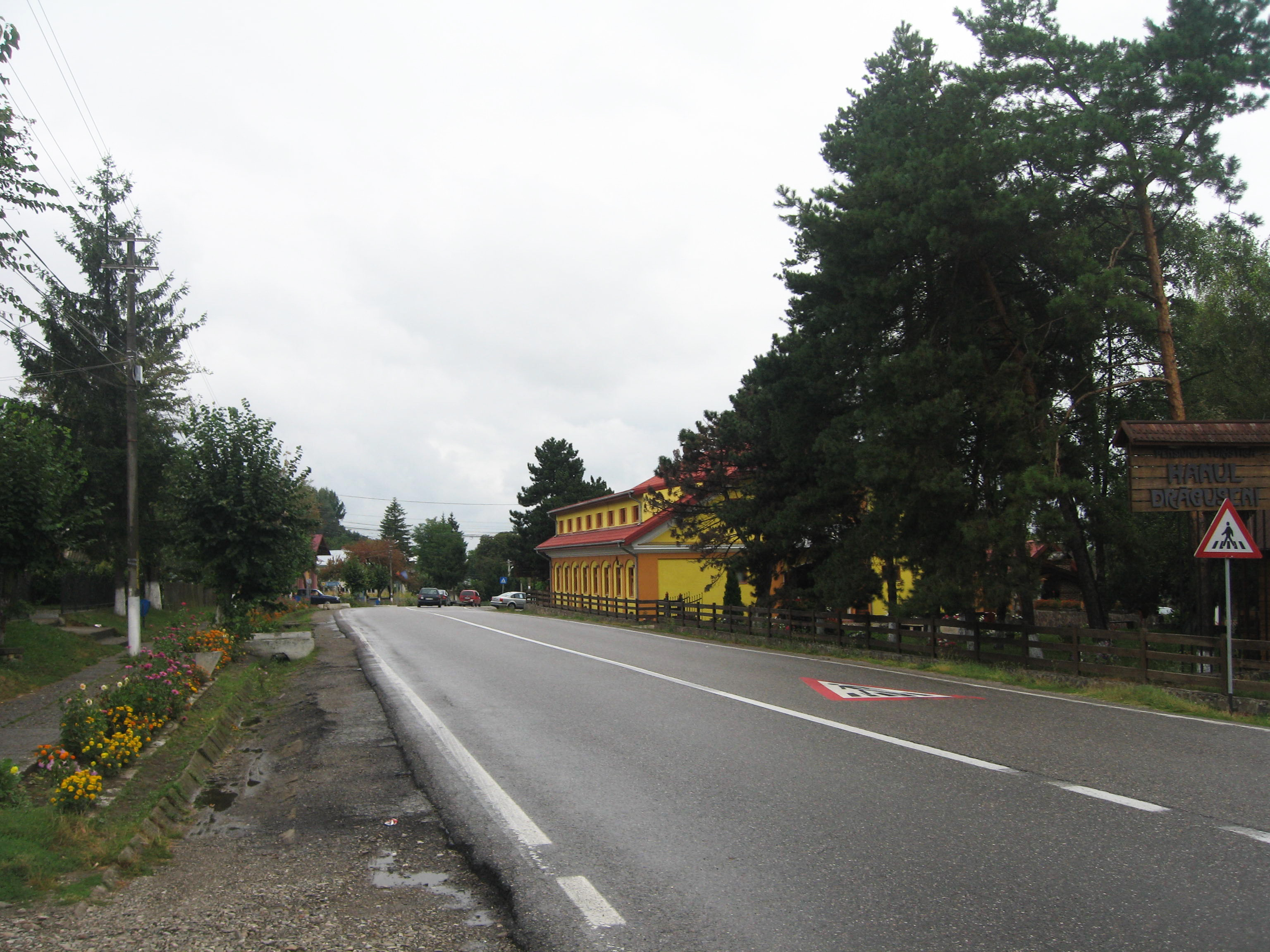
Hanul privit de la şosea
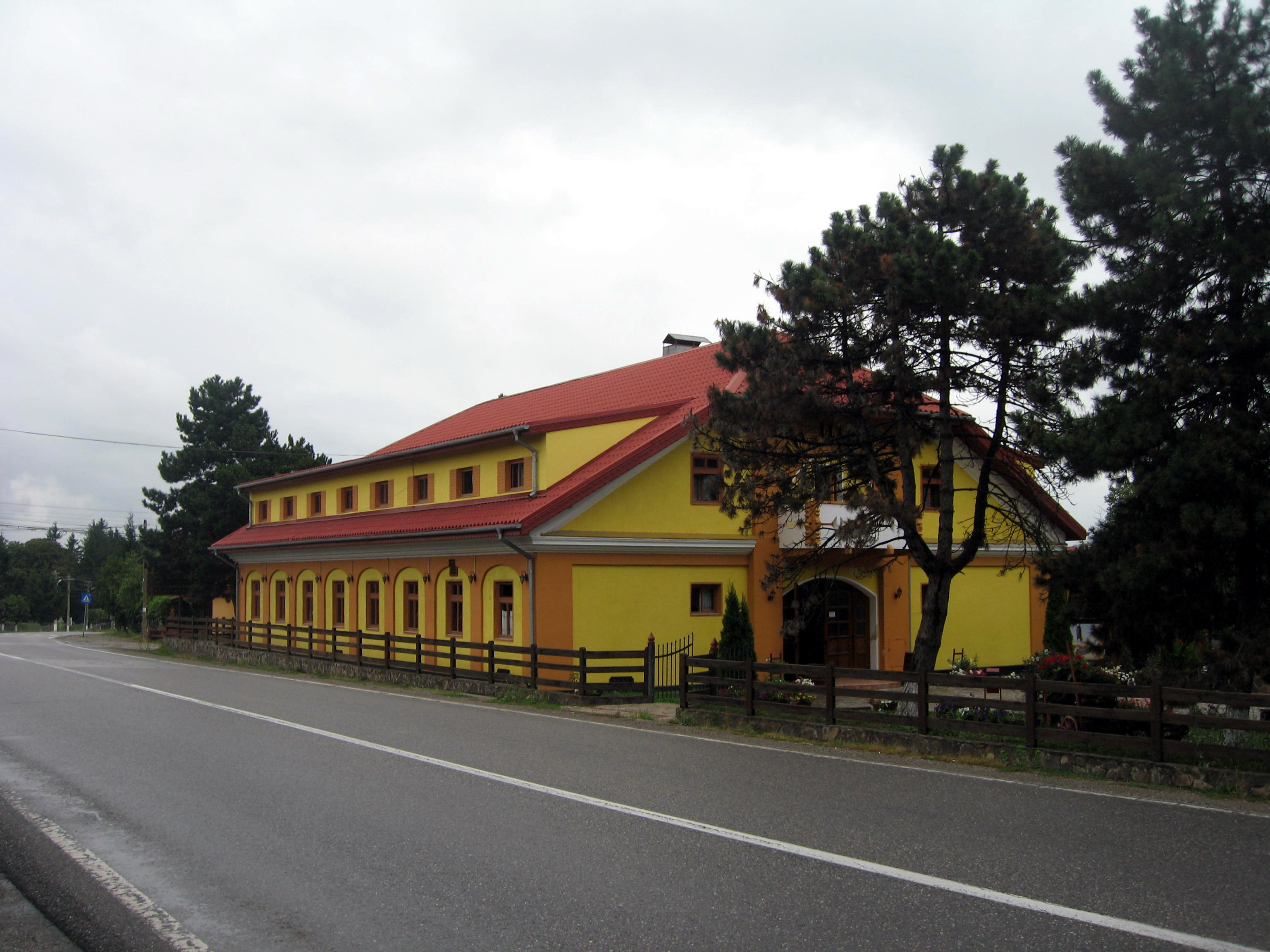
Hanul Drăgușeni
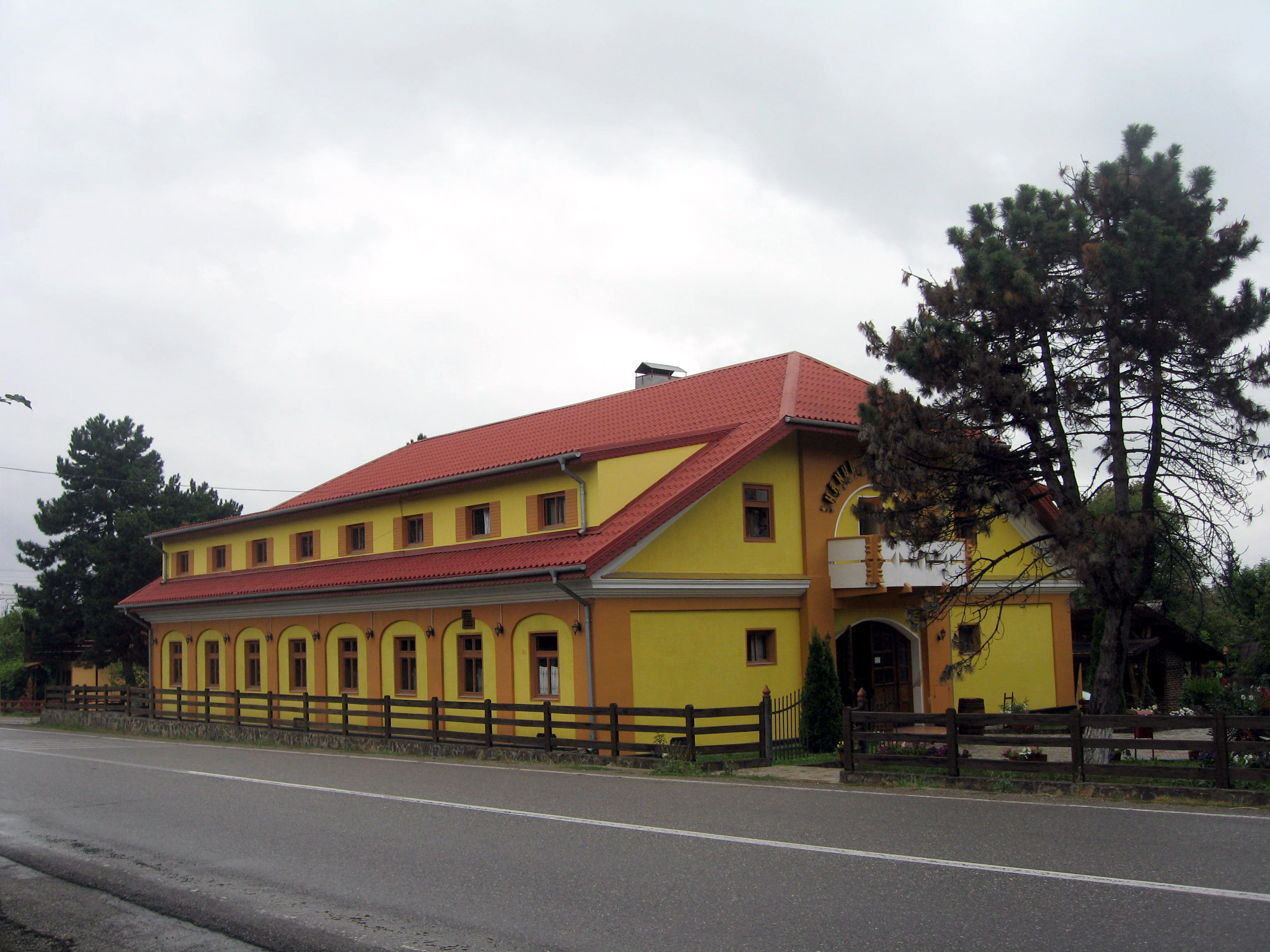
Hanul Drăgușeni
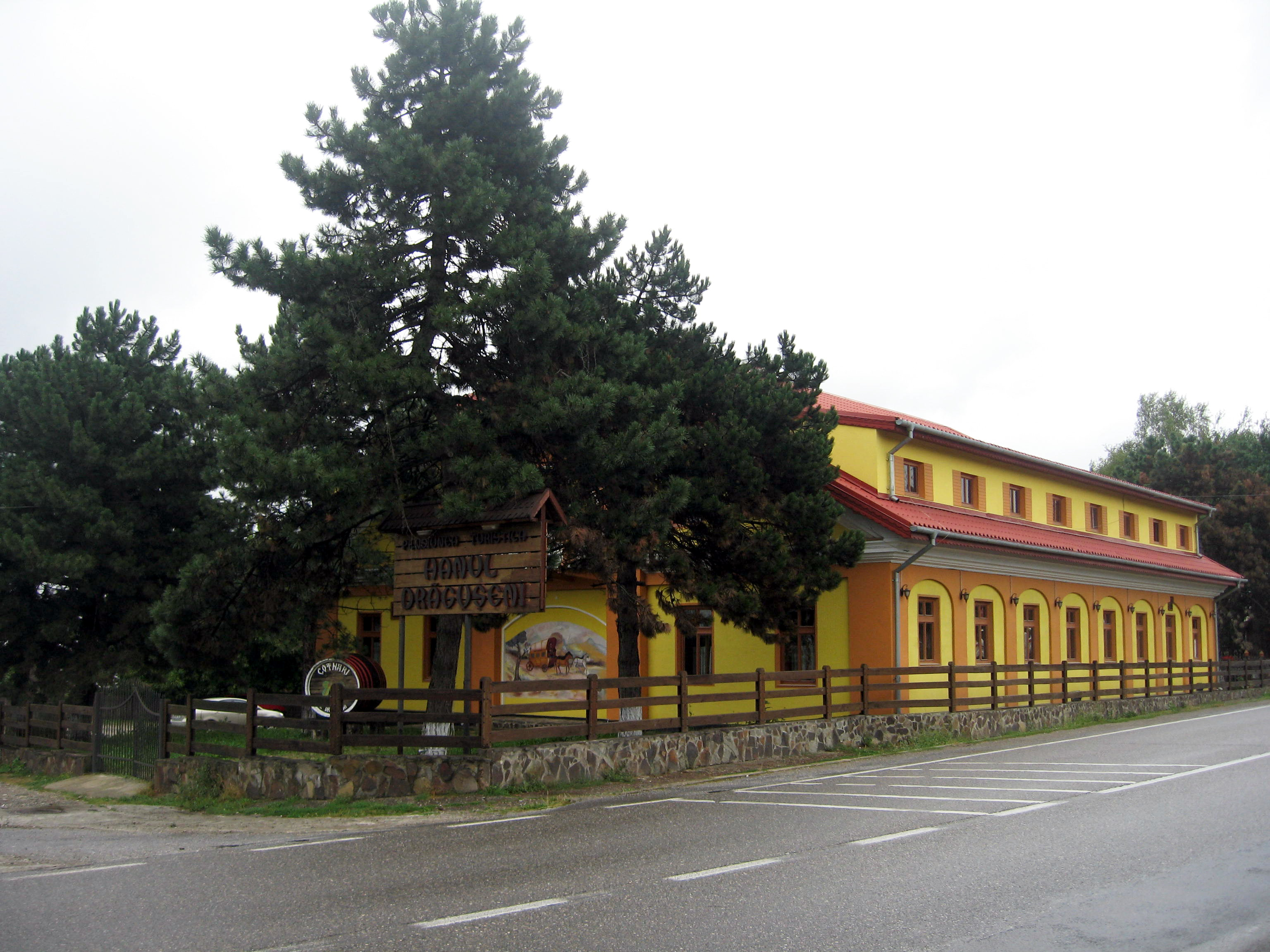
Hanul Drăgușeni